# Jindřich Zeman
Jindřich Zeman (* 30. září 1950, Jablonec nad Nisou) je bývalý československý sáňkař. V závodech dvojic startoval s Vladimírem Reslem. Po skončení aktivní kariéry se stal trenérem.

## Sportovní kariéra
Na XII. ZOH v Innsbrucku 1976 skončil v závodě jednotlivců na 18. místě a v závodě dvojic na 6. místě. Na XIII. ZOH v Lake Placid 1980 skončil v závodě jednotlivců na 10. místě a v závodě dvojic na 8. místě. Na mistrovství Evropy 1978 ve švédském Hammarstrandu skončil v závodě dvojic na 3. místě. Ve světovém poháru skončil nejlépe na 4. místě při závodu v Imstu.